# Kreisgericht Gardelegen (Preußen)

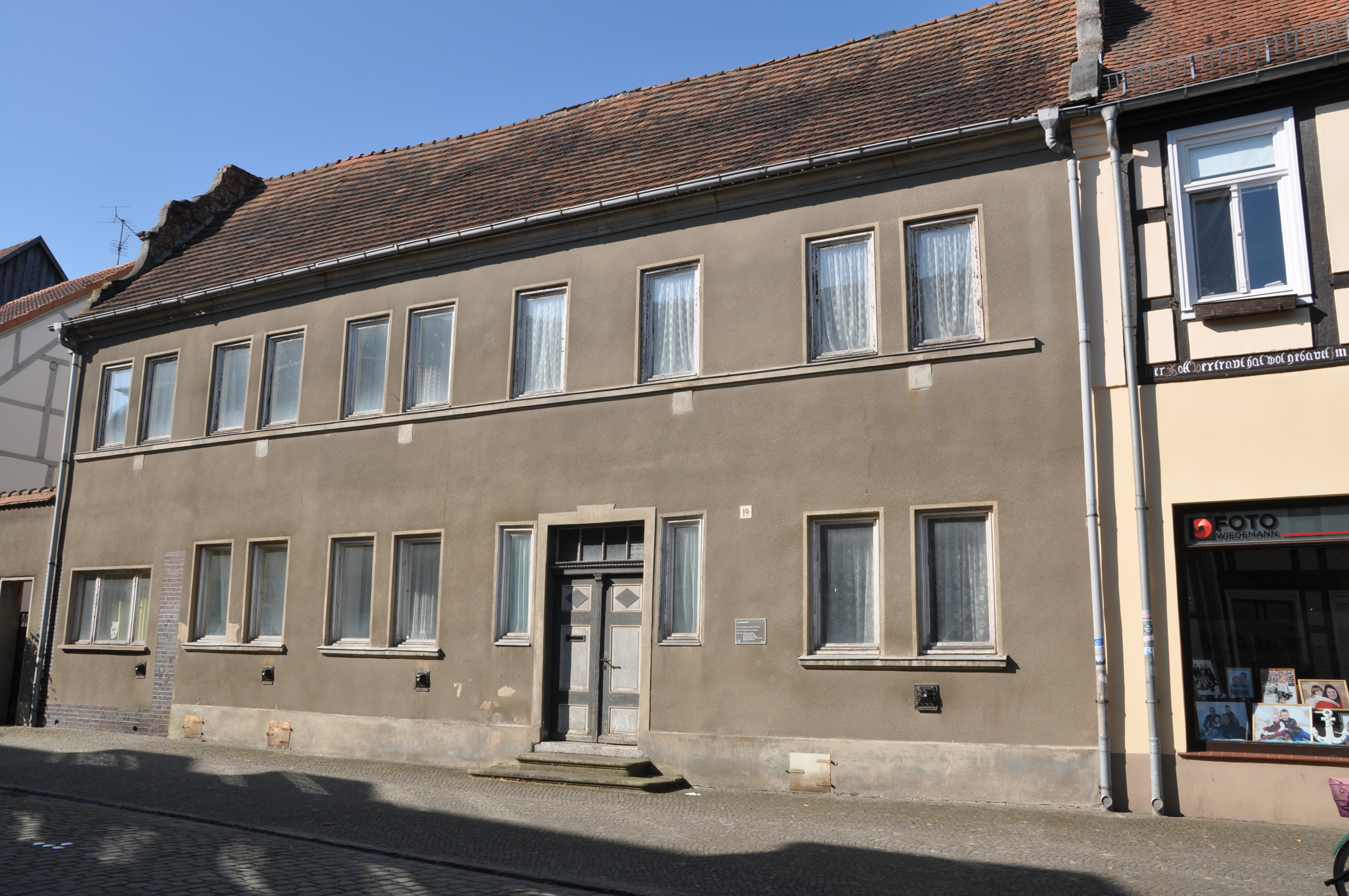
Kreisgerichtsgebäude

Das Kreisgericht Gardelegen war von 1849 bis 1879 ein preußisches Kreisgericht mit Sitz in Gardelegen. 

## Geschichte
Im Gardelegen bestand bis 1849 das Land- und Stadtgericht Gardelegen mit Gerichtskommissionen in Calbe und Clötze sowie Patrimonialgerichte.
Die „Verordnung über die Aufhebung der Privatgerichtsbarkeit und des eximierten Gerichtsstandes sowie über die anderweitige Organisation der Gerichte“ vom 2. Januar 1849 hob die Patrimonialgerichtsbarkeit auf. Gleichzeitig wurde das Appellationsgericht Magdeburg geschaffen, dem Kreisgerichte, darunter das Kreisgericht Gardelegen zugeordnet waren. Sein Sprengel umfasste den größten Teil des Landkreises Gardelegen und Teile der Landkreise Salzwedel und Stendal mit den Städten Bismarck, Kalbe, Klötze, Gardelegen und Oebisfelde. Der Sprengel umfasste 53.589 Gerichtseingesessene. Schwurgerichtsangelegenheiten wurden beim Kreisgericht Stendal behandelt. Gerichtskommissionen wurden in Calbe a.d. Milde, Clötze und Oebisfelde eingerichtet.
Mit den Reichsjustizgesetzen wurden die Gerichte im Deutschen Reich vereinheitlicht. Das Kreisgericht Gardelegen wurde 1879 aufgehoben. Neu eingerichtet wurde nun das Amtsgericht Gardelegen im Bezirk des Landgerichtes Stendal.

## Gerichtskommission Calbe
Der Sprengel der Gerichtskommission Calbe umfasste die Orte Calbe mit Gütern, Altmersleben, Beese, Berkau, Brunau, Bühne, Butterhorst, Carritz, Dolchau, Faulenhorst, Güssefeld, Hagenau, Jeetze, Gemeinde und Gut, Kahrstedt, Kremkau, Mehrin, Neuendorf am Damm, Packebusch, Plathe, Gemeinde und Gut, Poritz, Siepe, Vahrholz, Vienau, Gemeinde und Gut, Vietzen, Wernstedt, Winkelstedt und Wustrewe.
Die Gerichtskommission Calbe wurde 1879 aufgehoben und das Amtsgericht Kalbe gebildet.

## Gerichtskommission Clötze
Der Sprengel der Gerichtskommission Clötze umfasste die Orte Clötze, Böckwitz, Breitenfeld, Brüchau, Cunrau, Gemeinde und Gut, Dönitz, Alt- und Neu-Ferchau, Germenau, Heidau, Jahrstedt, Jeggau mit Eigenthum, Jemmeritz, Immekath und Hopfenmühle, Kackerbeck, Köbbelitz, Kusey, Lockstedt bei Klötze, Lupitz, Nesenitz, Pörß, Ristedt, Röwitz, Schwiesau, Schwarzendamm, Steimke, Gemeinde und Vogtei, Trippigleben, Wendischbrome und Wenze.
Die Gerichtskommission Clötze wurde 1879 aufgehoben und das Amtsgericht Klötze gebildet.

## Gerichtskommission Oebisfelde
Der Sprengel der Gerichtskommission Oebisfelde umfasste die Orte Oebisfelde, Bergfriede, Bösdorf, Breitenrode, Hehlingen, Heßlingen, Kaltendorf, Miesterhorst und Taterberg, Niendorf, Wassensdorf, Weddendorf und Wolfsburg.
Die Gerichtskommission Oebisfelde wurde 1879 aufgehoben und das Amtsgericht Oebisfelde gebildet.

## Kreisgerichtsgebäude
Das Kreisgerichtsgebäude (Nicolaistraße 19) steht als Kulturdenkmal unter Denkmalschutz.

## Richter
- Ludolf Parisius, Kreisrichter von 1858 bis 1864